# مارک کم
مارک کم (انگلیسی: Mark Camm؛ زادهٔ ۱ اکتبر ۱۹۸۰) بازیکن فوتبال اهل بریتانیا است.
از باشگاه‌هایی که در آن بازی کرده‌است می‌توان به باشگاه فوتبال بوستون یونایتد، باشگاه فوتبال شفیلد یونایتد، باشگاه فوتبال لینکولن سیتی، باشگاه فوتبال گینزبورو ترینیتی، و باشگاه فوتبال وورکساپ تاون اشاره کرد.